# サミル・ナスリ

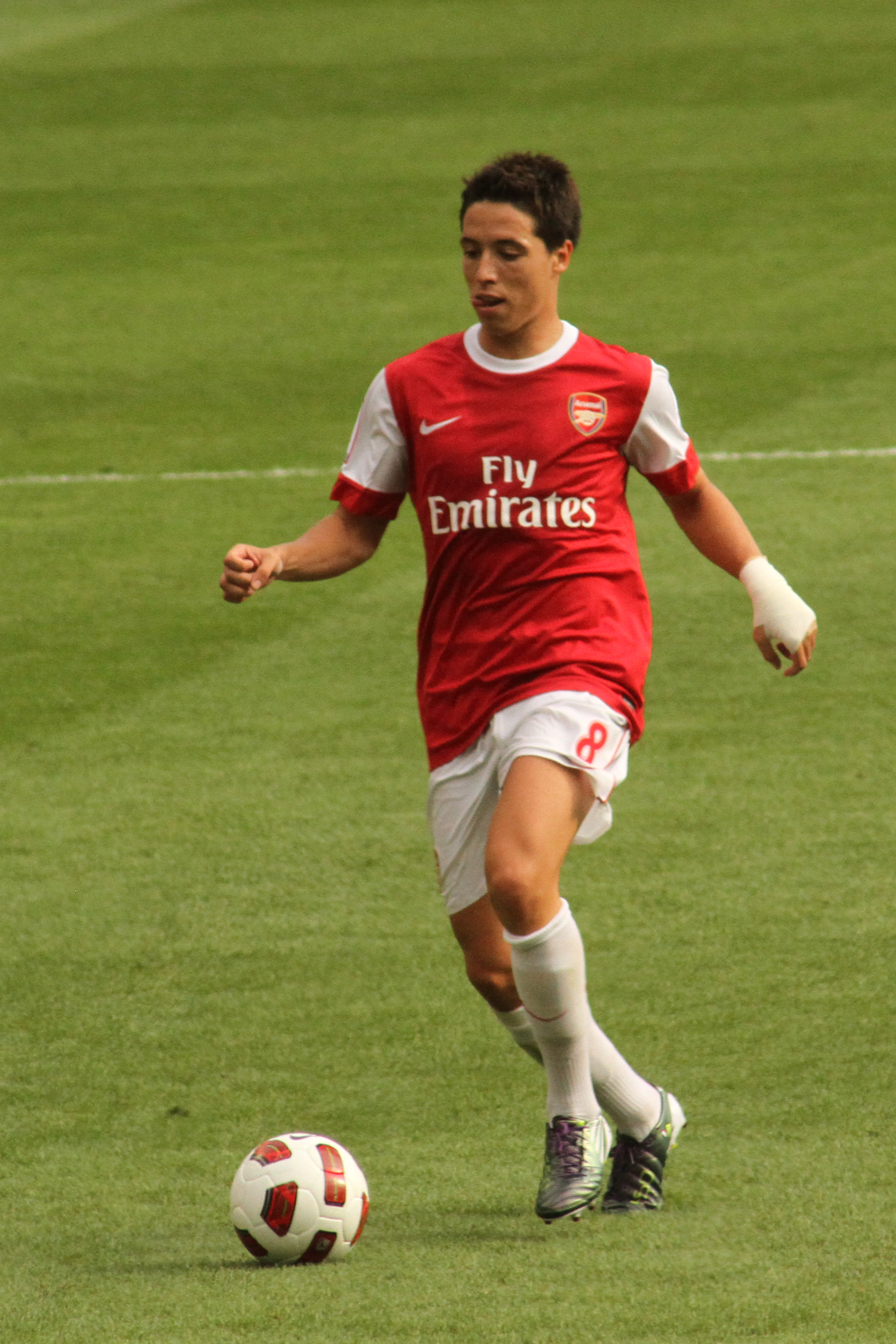
アーセナル時代

サミル・ナスリ（Samir Nasri, 1987年6月26日 - ）は、フランス・ブーシュ＝デュ＝ローヌ県マルセイユ出身の元サッカー選手。現役時代のポジションはミッドフィールダー。元フランス代表。

## 経歴

### クラブ

#### マルセイユ
2004年、UEFA U-17欧州選手権にフランス代表として出場。決勝では勝ち越しゴールをあげるなど、優勝に貢献し脚光を浴びる。同年、ユース期から所属していたオリンピック・マルセイユと3年間のプロ契約を結び、9月12日のFCソショー戦でリーグ・アンデビュー。11月にフィリップ・トルシエが監督に就任するとレギュラーに抜擢される。チームは不振を極め、トルシエも2005年5月に解任されるが、ナスリはその後もマルセイユの司令塔として4シーズンに渡ってプレーした。

#### アーセナル
2008年7月11日、1200万ポンドの移籍金でプレミアリーグのアーセナルFCに移籍。8月16日の開幕戦ウェストブロムウィッチ・アルビオン戦でプレミアリーグデビューを果たし、開始わずか4分で初ゴールを記録。このシーズンは主に左サイドハーフを務め、6ゴール2アシストを記録した。2009-10シーズンは夏のキャンプ中に右腓骨を骨折しシーズン序盤戦を欠場したが、10月に復帰すると安定した活躍を見せ、34試合に出場した。3年目の2010-11シーズンは自己最多の10得点を決めた。

#### マンチェスター・シティ
2011年8月24日、4年契約でマンチェスター・シティFCへ移籍。移籍金は2500万ポンド。8月28日のトッテナム・ホットスパーFC戦では3アシストを決めた。シティでは毎年のようにやってくる大物たちにポジションを脅かされ続け、時にはスタメンを失うこともあったが、シルバとの相性の良さやシルバ不在時には貴重な閃きを持った存在として存在感を示した。
2013-14シーズンのプレミアリーグ最終節ウェストハム・ユナイテッド戦、この試合勝てば優勝が決まるという大一番では、先制となるミドルシュートを決めた。
2014-15シーズンのCLグループリーグ最終節のASローマ戦では、点が入らなければ敗退という厳しい状況の後半に強烈なミドルシュートで先制点を挙げ、逆転での突破に貢献した。

#### セビージャ
2016年8月31日、移籍期間最終日でセビージャFCにレンタル移籍が発表された。
セビージャ在籍中の2016年12月、滞在先のアメリカでビタミンを主原料とした栄養剤500mlの静脈注射を行ったが、世界アンチ・ドーピング機関は摂取量は6時間あたりで50mlと定めており、ナスリの使用理由も例外条項には当てはまらなかったことから、欧州サッカー連盟（以下、UEFA）はセビージャの申請を却下して2年間の出場停止処分を決定したが、ナスリ側がスポーツ仲裁裁判所に提訴したため、2018年2月まで係争中となる。
シーズン終了後、セビージャは完全移籍に必要な移籍金2500万ユーロとナスリの高額な年俸を負担出来ず、完全移籍オプションを行使しなかったことから、マンチェスター・シティへ復帰した。

#### アンタルヤスポル
2017年8月21日、トルコのアンタルヤスポルに移籍。契約期間は2年間。しかし満足な出場機会を得られず、2018年1月31日に双方合意の上で契約解除、わずか5ヵ月で退団した。

#### ドーピング違反による出場停止
新たな移籍先にはFCポルトやUDラス・パルマスが浮上していたが、2018年2月、係争中であったセビージャ在籍時代の静脈注射についてナスリ側が提訴していたスポーツ裁判所は当初、UEFAが提示した2年間の出場停止処分を軽減した6ヵ月間が妥当との見解を示し、これを受けたUEFAによってドーピング違反により6ヶ月間の出場停止処分を科された。8月1日、出場停止処分を6ヵ月間から18ヵ月間に延長された。処分は2017年7月1日までさかのぼって適用される。

#### ウェストハム・ユナイテッド
2018年12月31日、ウェストハム・ユナイテッドFCとシーズン終了までの契約を結んだ。2019年1月5日、FAカップ3回戦のバーミンガム・シティ戦で出場停止処分終了後初出場を果たした。5月29日、クラブを退団することが発表された。

#### アンデルレヒト
2019年7月5日、RSCアンデルレヒトと1年間の延長オプション付きの1年契約を結んだ。選手兼任監督になったシティ時代のチームメイトのヴァンサン・コンパニからの勧誘が加入の決め手になったという。2020年4月19日、コロナに関するクラブの規定を破ったとしてアンデルレヒトを解雇されたとベルギーメディア『Derniere Huere』が報じたが、ナスリ本人は誤報であると憤りを露わにした。
アンデルレヒト退団以降フリーの状態が続いていたが、2021-22シーズンよりフランスのTV局『カナル・プリュス』が放送するUEFAチャンピオンズリーグの解説を務めることが発表された。
2021年9月26日、フランスメディア『Le Journal du Dmanche』のインタビューにて現役引退を発表した。

### 代表
2007年3月28日の国際親善試合オーストリア戦でフランス代表デビュー。フリーキックからカリム・ベンゼマの決勝点をアシストし勝利に貢献した。同年6月6日のジョージア戦で代表初得点を記録。同年、リーグ・アン若手年間最優秀賞を受賞した。EURO2008では最年少メンバー（20歳）として代表入りするが、途中交代での2試合出場にとどまった。
クラブでの活躍から2010 FIFAワールドカップも代表入りが期待されたが、予選からほとんど起用されることがなく、本戦の代表候補30人にも選出されなかった。これはナスリにEURO2008においてチームの和を乱した過去があったことから、レイモン・ドメネク監督の信頼を得られなかったためといわれている。
2010年にローラン・ブランが代表監督に就任すると、再び代表に呼ばれるようになる。EURO2012では予選からレギュラーの位置を確保。本戦においてもグループリーグ初戦のイングランド戦で同点ゴールを決める活躍を見せたが、決勝トーナメント1回戦でスペインに敗退。試合後には記者に対して暴言を吐くという騒動を起こした。
2014 FIFAワールドカップではメンバーに漏れ、8月9日に代表引退を表明した。その際、フランスサッカー連盟とディディエ・デシャンフランス代表監督を批判した。デシャンはワールドカップのメンバーにナスリを選ばなかった理由について、ナスリが控えに回ると不満を漏らす事によって、チームの雰囲気が乱れる事を懸念したためだと明かしている。

### 引退後
現役引退を発表した約1ヶ月後に行われたチャリティーマッチにおいて、激太りした姿で登場し、スペイン紙マルカからは「引退からわずか1カ月後に、彼の体格を示す衝撃的な画像が現れた」、ポーランドのニュースサイトWprostからも「彼だとは信じがたい」と報じられた。

## 人物
主にトップ下やサイドハーフとしてプレーする攻撃型ミッドフィールダー。17歳でオリンピック・マルセイユのレギュラーに、19歳でフランス代表に選出された。ボールコントロール、テクニックに優れ、ハードワークを厭わないプレースタイルはアーセン・ベンゲルから高い評価を得た。そのプレーはもとより、両親がアルジェリア移民、マルセイユ出身など共通項が多いことからジネディーヌ・ジダンと比較されることが多く、「ジダン2世」と呼ばれるが、本人の憧れはロベール・ピレス。
ジダンの後継者と評される一方で、ピッチ内外で批判を受ける行動を見せることも少なくない。2008年8月30日のニューカッスル・ユナイテッドFC戦ではジョーイ・バートンから強烈なスライディングタックルを受けたことに憤り、報復するような形でバートンを後ろから倒してイエローカードを受けた。この試合を最後にニューカッスルの監督を辞任したケヴィン・キーガンは、ナスリの行為を痛烈に批判した。また、EURO2012においては初戦のイングランド戦でゴールを決めた際にレキップ誌の記者に対して「黙れ」というジェスチャーをして物議を醸したうえ、スペイン戦でチームが敗退した後にも記者に暴言を吐き、フランスサッカー連盟の会長から苦言を呈された。この問題はメディアに大きく取り上げられ、事件後にレキップ誌が行った読者アンケートでは、56％がナスリのフランス代表からの追放を望んでいるという結果が出た。
マルセイユ時代に当時ル・マンFCに在籍していた松井大輔に対し、壁に入った際に「お前くたばれ」と暴言を吐いている。当時ナスリは17歳、松井は23、24歳だった。

## 個人成績

### クラブ
2019年10月4日現在
| クラブ                     | シーズン | 背番号 | リーグ                    | リーグ | リーグ | カップ | カップ | リーグカップ | リーグカップ | 国際大会 | 国際大会 | その他 | その他 | 通算 | 通算 |
| クラブ                     | シーズン | 背番号 | 所属リーグ                | 出場   | 得点   | 出場   | 得点   | 出場         | 得点         | 出場     | 得点     | 出場   | 得点   | 出場 | 得点 |
| -------------------------- | -------- | ------ | ------------------------- | ------ | ------ | ------ | ------ | ------------ | ------------ | -------- | -------- | ------ | ------ | ---- | ---- |
| マルセイユ                 | 2004-05  | 22     | リーグ・アン              | 24     | 1      | 1      | 0      | 0            | 0            | —        | —        | —      | —      | 25   | 1    |
| マルセイユ                 | 2005-06  | 22     | リーグ・アン              | 30     | 1      | 5      | 0      | 0            | 0            | 14       | 1        | —      | —      | 49   | 2    |
| マルセイユ                 | 2006-07  | 22     | リーグ・アン              | 37     | 3      | 6      | 0      | 1            | 0            | 6        | 0        | —      | —      | 50   | 3    |
| マルセイユ                 | 2007-08  | 22     | リーグ・アン              | 30     | 6      | 2      | 0      | 2            | 0            | 8        | 0        | —      | —      | 40   | 6    |
| マルセイユ                 | 通算     | 通算   | 通算                      | 121    | 11     | 14     | 0      | 3            | 0            | 28       | 1        | —      | —      | 166  | 12   |
| アーセナル                 | 2008-09  | 8      | プレミアリーグ            | 29     | 6      | 5      | 0      | 0            | 0            | 10       | 1        | —      | —      | 44   | 7    |
| アーセナル                 | 2009-10  | 8      | プレミアリーグ            | 26     | 2      | 1      | 0      | 1            | 0            | 6        | 3        | —      | —      | 34   | 5    |
| アーセナル                 | 2010-11  | 8      | プレミアリーグ            | 30     | 10     | 4      | 1      | 4            | 2            | 8        | 2        | —      | —      | 46   | 15   |
| アーセナル                 | 2011-12  | 8      | プレミアリーグ            | 1      | 0      | 0      | 0      | 0            | 0            | 0        | 0        | —      | —      | 1    | 0    |
| アーセナル                 | 通算     | 通算   | 通算                      | 86     | 18     | 10     | 1      | 5            | 2            | 24       | 6        | —      | —      | 125  | 27   |
| マンチェスター・シティ     | 2011-12  | 19     | プレミアリーグ            | 31     | 5      | 1      | 0      | 4            | 1            | 10       | 0        | —      | —      | 46   | 6    |
| マンチェスター・シティ     | 2012-13  | 8      | プレミアリーグ            | 27     | 2      | 3      | 1      | 0            | 0            | 6        | 1        | 1      | 1      | 37   | 5    |
| マンチェスター・シティ     | 2013-14  | 8      | プレミアリーグ            | 34     | 7      | 2      | 2      | 3            | 1            | 7        | 1        | —      | —      | 46   | 11   |
| マンチェスター・シティ     | 2014-15  | 8      | プレミアリーグ            | 24     | 2      | 1      | 0      | 1            | 0            | 6        | 1        | 1      | 0      | 33   | 3    |
| マンチェスター・シティ     | 2015-16  | 8      | プレミアリーグ            | 12     | 2      | 0      | 0      | 0            | 0            | 1        | 0        | —      | —      | 13   | 2    |
| マンチェスター・シティ     | 2016-17  | 8      | プレミアリーグ            | 1      | 0      | 0      | 0      | 0            | 0            | 0        | 0        | —      | —      | 1    | 0    |
| マンチェスター・シティ     | 通算     | 通算   | 通算                      | 129    | 18     | 7      | 3      | 8            | 2            | 30       | 3        | 2      | 1      | 176  | 27   |
| セビージャ (loan)          | 2016-17  | 10     | プリメーラ・ディビシオン  | 23     | 2      | 2      | 0      | —            | —            | 5        | 1        | —      | —      | 30   | 3    |
| アンタルヤスポル           | 2017-18  | 13     | スュペル・リグ            | 8      | 2      | 0      | 0      | —            | —            | —        | —        | —      | —      | 8    | 2    |
| ウェストハム・ユナイテッド | 2018-19  | 18     | プレミアリーグ            | 5      | 0      | 1      | 0      | 0            | 0            | —        | —        | —      | —      | 6    | 0    |
| アンデルレヒト             | 2019-20  | 14     | ファースト・ディビジョンA | 7      | 1      | 1      | 1      | —            | —            | —        | —        | —      | —      | 8    | 2    |
| 総通算                     | 総通算   | 総通算 | 総通算                    | 379    | 52     | 35     | 5      | 16           | 4            | 87       | 11       | 2      | 1      | 519  | 73   |

### 代表
2013年11月15日現在
| 年   | 代表国   | 出場 | 得点 | アシスト |
| ---- | -------- | ---- | ---- | -------- |
| 2007 | フランス | 7    | 2    | 1        |
| 2008 | フランス | 7    | 0    | 1        |
| 2009 | フランス | 1    | 0    | 0        |
| 2010 | フランス | 4    | 0    | 0        |
| 2011 | フランス | 8    | 1    | 1        |
| 2012 | フランス | 5    | 1    | 1        |
| 2013 | フランス | 3    | 1    | 0        |
| 通算 | 通算     | 38   | 5    | 4        |

### 代表での得点
| # | 開催日         | 開催地                                     | 対戦国                   | スコア | 結果 | 大会                        |
| - | -------------- | ------------------------------------------ | ------------------------ | ------ | ---- | --------------------------- |
| 1 | 2007年6月6日   | オセール、スタッド・ドゥ・アベー・デシャン | ジョージア               | 1–0    | 1–0  | UEFA EURO 2008予選          |
| 2 | 2007年11月16日 | サン・ドニ、スタッド・ド・フランス         | モロッコ                 | 2–1    | 2–2  | 親善試合                    |
| 3 | 2011年10月11日 | サン・ドニ、スタッド・ド・フランス         | ボスニア・ヘルツェゴビナ | 1–1    | 1–1  | UEFA EURO 2012予選          |
| 4 | 2012年6月10日  | ドネツィク、ドンバス・アリーナ             | イングランド             | 1–1    | 1–1  | UEFA EURO 2012              |
| 5 | 2013年9月10日  | ホメリ、セントラル・スタジアム             | ベラルーシ               | 2–3    | 2–4  | 2014 FIFAワールドカップ予選 |

## タイトル
クラブ
マンチェスター・シティFC
- プレミアリーグ 2011-12, 2013-14
- フットボールリーグカップ 2013-14, 2015-16
- FAコミュニティ・シールド 2012